# Adrián López Rodríguez
Adrián López Rodríguez (født 25. februar 1987), kendt som Piscu, er en spansk professionel fodboldspiller, som spiller positionen som central forsvarspiller, senest i AGF. Han har tidligere spillet i Wigan Athletic og Montreal Impact, inden han blev købt af AGF i sommeren 2015. Efter en sæson i den danske klub blev Piscu fritstillet.